# Energia de decaimento
A energia de decaimento ou energia de desintegração é a energia liberada por um  decaimento nuclear.
A diferença entre a massa dos reagentes e a massa dos produtos é descrita frequentemente como Q:
Q = (massa dos reagentes) - (massa dos produtos)
Isto pode ser expressado em energia através da famosa formula de  Albert Einstein:
E=mc².
Portanto, a energia de desintegração é a diferença de energia existente entre as partículas iniciais e finais de um processo de desintegração nuclear . Para obtê-la utiliza-se a relação entre a massa e a energia formulada por Einstein:
Q = (massa das partículas iniciais – massa das partículas finais)  • c²
Esta quantidade de energia é expressa em Mev
Os tipos de energia de decaimento incluem:
- emissão gama
- emissão beta
- emissão alfa